# Piechcin (osada)
Piechcin – osada w Polsce położona w województwie kujawsko-pomorskim, w powiecie żnińskim, w gminie Barcin.
W latach 1975–1998 miejscowość administracyjnie należała do województwa bydgoskiego.